# Lovro Sušnik
Lovro Sušnik, slovenski jezikoslovec, prevajalec, profesor in šolnik, * 7. avgust 1887, Breznica pod Lubnikom, † 28. oktober 1964, Ljubljana.

## Življenje in delo
Rodil se je v kmečki družini očetu Valentinu in materi Frančiški (rojena Prevodnik). Po osnovni šoli v Škofji Loki je obiskoval gimnazijo v Kranju (1899-1907). Potem je odslužil vojaški rok v Pragi (1907-1908). V letih 1908−1912 je na Dunaju študiral germanistiko in romanistiko ter 5 semestrov slavistike. Med počitnicami 1911 se je v Ženevi izpoplnjeval v francoščini. Poleti 1913 je bil dva meseca domači učitelj v Garbaczu (Ostroviec, tedanja Radomska gubernija, Ruska Poljska). Na Dunaju je 1913–1914 izdelal obširno disertacijo Verbalabstrakta bei Chrestien de Troyes in profesorski nalogi Etude sur les Abstraits verbaux, Der Zauberer Klinschor in der deut. Med 1. svet. vojno je bil 1915 hudo ranjen na severnem bojišču ter se nato do konca vojne zdravil v Sarajevu. Služboval je febr.-sept. 1920 na gimnnaziji v Kranju, v Ljubljani na klasični gimnaziji (1920–1922) vmes opravil prof. izpit, na II. realni (poljananski) gimnnaziji (1922-1936), od januarja 1937 do maja 1945 bil načelnik prosvetne uprave, januarja 1946 se je upokojil, nato pri SAZU honorarno delal pri pripravi gradiva za slovar slovenskega knjižnega jezika.
Sušnik je prirejal pomožne učbenike za francoski in nemški jezik, objavljal članke o francoski in nemški književnosti, prevajal leposlovje iz obeh literatur in napisal obširno knjigo o akademskih poklicih. V letih 1923–1930 je bil podpredsednik Prosvetne zveze, 1928–1930 predsednik Slovenskega katoliškega akademskega starešinstva, ter 1936–1941 član Glavne prosvete v Beogradu.